# Borelli Vranski
Borelli Vranski hrvatska su plemićka obitelj podrijetlom iz normanskih krajeva. U Hrvatskoj su od 17. stoljeća, dok im je Austrija potvrdila plemstvo 1822. godine. Djelovali su u Zadru, gdje se danas u staroj jezgri nalazi Ulica plemića Borelli. Kao i mnoge druge zadarske obitelji u 18. stoljeću, obitelj Borelli u svojem grbu ima zlatni heraldički ljiljan obojan plavo.
Bartul Borelli Vranski se smatra osnivačem dalmatinske grane obitelji, iz roda Matteae Barberini i pape Urbana VII. Prvi puta je došao u Dalmaciju 1717. godine kao mletački časnik, general i zapovjednik kninske tvrđave tijekom posljednjeg rata između Mlečana i Turaka. Za izuzetne zasluge obrane Knina od Turaka obitelji je dodijeljena titula Conte (conte veneto) i vranski feud 2. ožujka 1752. godine. Andrija conte Borelli, sin Francesca conte Borellija i unuk Bartolomea, bio je član Zadarskog plemićkog vijeća. Plemstvo je potvrđeno Francescu Borelliju mlađem, sinu Andrije i Angiole Rossi, 25. ožujka 1922. od strane heraldičke komisije te je dodan uskoro i pridjevak „Vranski” uz prezime Borelli. Francesco Borelli je doživotno bio član gospodske kuće u Beču i zastupnik u Carevinskom vijeću.

## Poznati pripadnici obitelji
- Alfons Borelli Vranski, zadarski načelnik (1918.)
- Andrija Borelli Vranski, zadarski načelnik (1812. – 1814.)
- Bartul Borelli Vranski (1674. – 1736.)
- Franjo Borelli Vranski (1704. – 1762.)
- Frane (Francesco) Borelli Vranski (1841. – 1844.), političar, zastupnik Narodne stranke u Dalmatinskom saboru, zadarski načelnik
- Hubert Borelli Vranski (1854. – 1938.)
- Hugo Borelli Vranski (1858. – 1937.), bio promicatelj zadarskih narodnih društava
- Manfred Borelli Vranski (1888. – 1970.)
- Folko Borelli Vranski (1891. – 1977.)
- Malvina Borelli Vranski (1890. – 1972.), keramičarka
- Vanda Borelli Vranski (1886. – 1970.), pjesnikinja
- Zoe Borelli Vranski (1888. – 1980.), slikarica i grafičarka
- Mladen Borelli (1924. – ?)
- Fedor Borelli (? – 1915.)
- Igor Borelli Vranski (1925. – 2007.)
- Mirko Borelli Vranski (1921. – 1995.)
- Goran Borelli Vranski (1949. – 2025.)
- Filip Borelli (1984. –)

Izvor: Državni arhiv u Zadru

## Poznati posjedi
Po konačnom oslobođenju Vrane 1699. godine Maškovića han je dodijeljen u vlasništvo obitelji Borellija koja s toga mjesta upravlja cijelim Vranskim feudom od 1752. do 1881. godine. 
Upravljali su vranskim dobrom od 1752. pa sve do 1868., nakon čega postaje državno dobro, no tvrđava i Maškovićev Han (kao rezidencija) ostaju knezovima Borelli-Vranskim.
U Svetom Filipu i Jakovu nalaze se Park Borelli, spomenik parkovne arhitekture u jezgri naselja i kuća Borelli.

## Vanjske poveznice
- Stagličić, Marija. 2013. Graditeljstvo Zadra od klasicizma do secesije[neaktivna poveznica], Studije i monografije Instituta za povijest umjetnosti, knjiga 45. Zagreb.

- Hrvatski plemićki zbor, Obitelj Borelli
- Intervju s Goranom Borellijem, Zadarski.hr, 2019.